# Велики турски рат
Велики турски рат, Бечки рат или Рат Свете лиге био је рат између Османског царства и између више европских сила у то време (уједињених у тзв. „Свету лигу”). Овај рат, који је трајао од 1683. године до 1699. године, ослободио је велике делове средње Европе од Турака, и битно је ослабио њихову војну моћ.

## Прилике 1667–1683.
Након устанка козачког вође Богдана Хмељницког против Пољске власти, Руско царство је заузело делове источне Украјине од Пољско-литванске уније, добар део Козака остао је југоисточно од граница Уније, у Османском царству. Њихов вођа, Петро Дорошенко, желео је по сваку цену уједињење Украјине (чак и као вазалне државе под султановим суверенитетом), па се обратио и Турцима за помоћ. Истовремено отпочео је побуну против свог дојучерашњег хетмана (пољског војног заповедника) Јана Собјеског.
Султан Мехмед IV, знао је добро да је Пољско-литванска унија ослабљена унутрашњим раздорима, па је стога напао Камјањец-Подиљски, највећи погранични град. Мања пољска војска била је поражена од знатно веће османске у рату који се каткад зове Пољско-османски рат 1672—1676. Прва битка збила се код Сонограда у Мађарској, који је заузела османска војска. Пољаци су се повукли након три месеца. Они су након тога четири године покушавали безуспешно поразити Османлије. Међутим, Османлије су задржали предност у односу на Пољаке, све до почетка Руско-турских ратова.
На крају су Пољаци пристали предати Камјањец-Подиљски и крај око града, Подоље, и платити одштету османском султану. Када је вест о поразу и условима мира дошла до Варшаве и пољског Сејма то је изазвало такав бес, да је одбачено плаћање одштете, већ је насупрот томе организована велика војска под водством Јана Собјеског.
Након тога Пољаци су победили Османлије у бици код Хотима 1673, али Османлије су задржали власт и контролу над градом Камјањец-Подиљски. Након смрти пољског краља Михала Корибута Вишњевецког 1673, Јан Собјески је изабран за краља Пољске.

## Ток рата

### Битка код Беча 1683.
Кад је истекло двадесетогодишње примирје из Вашвара, хабзбуршки цар Леополд I је најрадије хтео да продужи то примирје, али је у Цариграду превладала ратоборна странка, па је султан Мехмед IV објавио рат Хабзбурговцима. Велики везир Кара Мустафа кренуо је с великом војском 1683. године право на Беч и почео га опседати. Но док је опседао град, у помоћ Аустријанцима је стигао пољски краљ Јан III Собјески и војвода Карло Лотариншки. Они су до колена потукли турску војску чиме је заувек срушена моћ Османског царства. Турска војска се почела повлачити у хаосу. Један део војске ишао је уз Драву, а код Бјеловара се одвојио и кренуо према Сави. Та победа охрабрила је Аустрију, Венецију и Пољску на нове нападе на Турке, па је у ту сврху створена Света лига 1684.

### Ослобађање Угарске, Хрватске, Славоније и Далмације
Рат се водио на три фронта. У Угарској је ратовала царска војска, у Хрватској банска под баном Николом Ердедијем коју су помагали хајдуци и у Далмацији млетачка војска састављена од домаћих хрватских и српских чета. Као главни вође покрета у Далмацији истицали су се кнез Поседарски и Стојан Јанковић, око Пожеге се својим јунаштвом исказао фра Лука Ибришимовић (у пуку зван Сокол јер је Турке потукао код Соколовца), а у Лици Марко Месић (уз помоћ Херберштајна заузео је посљедњу турску утврду у Лици, Удбину). Године 1683. већ се диже народ под млетачком влашћу и ослобађа Дрниш, Обровац, Бенковац и Скрадин. Од 1684. започиње рат за ослобођење Славоније, ослобођењем Вировитице. Најважнији војсковође су бан Ердеди који ослобађа Костајницу и генерал Херберштајн. 1686. осваја се Печуј. До године 1687. највећи део Угарске и Славоније био је ослобођен, освојени су Осијек, Пожега, Удбина и Книн, а царска војска је 1688. године освојила и Београд и Будим.
У страху да покрет народа у Далмацији не искористи Венеција и под своју надлежност стави и Дубровник, дубровачко велико вијеће доноси одлуку да признаје Леополда I за свог врховног господара и заштитника, па је Дубровник све до 1806. године уживао заштиту Хабзбурговаца. Године 1699. Турцима је препуштен Неум и Клек да би се Дубровачка република физички одвојила од Млечана.
Нове победе Хабзбурговци су искористили и у политичке сврхе. На вијећању угарског сабора у Пожуну испословали су да им се призна право наследства у мушкој лози у Хрватској и Угарској, а то је значило да те земље неће више посебно бирати краља. Племство се уједно одрекло свог права на побуну, које им је јамчила Златна була Андрије II из 1244.

### Велики турски рат у Србији и Македонији
Након освајања Београда, царска војска продире даље у Србију. Она продире све до Косова, а царски генерали позвали су тада Србе, Бугаре и друге хришћанске народе на Балкану на устанак против Турака. Одазвали су се само Срби под својим патријархом Арсенијем Црнојевићем. Но кад је царска војска већ дошла до Косова, Луј XIV је напао снаге Хабзбуршке монархије на Рајни, а главнина аустријске војске била је присиљена да се повуче. С њом се повукао и велик број Срба који су се населили у јужној Угарској и Срему. Исто тако за време турских ратова догодиле су се и сеобе Буњеваца и Шокаца. Из далматинског Залеђа сели се посљедња већа група католика Буњеваца у данашњу Бачку, док се у Подунавље насељавају Шокци из Босне.

#### Турска офанзива у јужну Угарску
Године 1691. покушао је султан Сулејман III повратити изгубљено. Војску води велики везир Фазил-паша Ћуприлић који накратко поновно осваја Осијек, али је поражен у бици код Сланкамена. Турци су поражени и 1697. у бици код Сенте, када је запечаћена њихова судбина. Еуген Савојски улази тада у Босну и осваја Сарајево, али није га могао задржати. При повлачењу аустријске војске с њиме се повукло више од 10.000 католика који су се населили у Славонији.

### Мир у Сремским Карловцима
Мир је склопљен у Сремским Карловцима 1699. Хабзбуршка монархија је добила сву Угарску осим Баната, Хрватску до Уне и јужног Велебита (Кордун, Лику и Крбаву) те Славонију осим југоисточног Срема са Земуном и Митровицом. Територија Хрватске се тако повећала са 18.200 km² на 40.000 km², али је и даље више од половине територије било у оквиру Војне крајине којом није управљао бан и сабор. Граница с Босном од тада је ишла рекама Савом, Уном, Глином и Кораном. Ердељ престаје бити независна кнежевина и сједињен је с Угарском. Венеција је добила све оно што је у рату освојила: Книн, Сињ и Вргорац, Обровац и Дрниш све до ушћа Неретве и тада се успоставила гранична црта "Линија Гримани". Делове Херцеговине коју су Млечани освојили у залеђу Дубровника, морали су под притиском Аустрије вратити Турској на интервенцију Дубровника. Тако се Дубровник спасио из млетачког окружења.